# Willem Jacobszoon Hofdijk
Willem Jacobszoon Hofdijk (souvent abrégé en W.J. Hofdijk) est un écrivain et historien romantique néerlandais, né le 27 juin 1816 à Alkmaar et mort le 29 août 1888 à Arnhem. Son genre de prédilection est le roman historique, dont Ons Voorgeslacht reste son œuvre la plus marquante.

## Biographie
Willem Hofdijk (il ajoutera lui-même Jacobszoon en hommage à son père Jacob) naît en 1816 dans une famille modeste.
Son père, orfèvre, meurt lorsque Willem est âgé d'un an. Sa mère se remarie par la suite avec un dénommé Samuel Sieuwerts, également orfèvre. 
Dès ses 16 ans, le jeune Willem Hofdijk apprend l'orfèvrerie avec son beau-père. Cependant, il manifeste rapidement l'envie de poursuivre l'école au-delà des études élémentaires, ce qui représente un sacrifice financier pour la famille.
Son intérêt pour le Moyen Âge est déjà perceptible dans ses jeunes années : dans son adolescence, il forme un "Club des Chevaliers" avec ses amis. Hofdijk et ses camarades sont très intéressés par les écrits de Jacob van Lennep, l'auteur des premiers romans historiques en néerlandais.
La mère de Willem Hofdijk meurt de tuberculose lorsqu'il a vingt ans.